# Державний Кремлівський палац

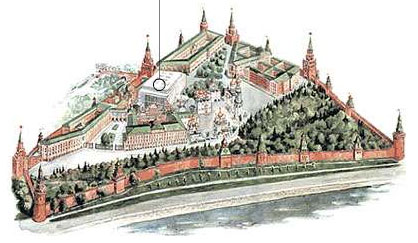
Розташування палацу біля Кремля.

Державний Кремлівський палац (до 1992 — Кремлівський палац з'їздів) — громадська будівля, розташована на території Московського Кремля . Його збудували за ініціативи Микити Хрущова. Михайло Посохін був керівником авторського колективу, за проєктом якого відбувалося будівництво. Призначався для проведення з'їздів КПРС, також виконував функції майданчика для театральних вистав, концертів та інших громадських заходів. Відкрито 17 жовтня 1961 XXII з'їздом партії .
Після розпаду СРСР палац зберіг статус одного з найпрестижніших театрально-концертних майданчиків Російської Федерації. У 1992 році був перейменований у Державний Кремлівський палац. Станом на 2018 рік є виявленим об'єктом культурної спадщини у Московському Кремлі, проте споруда палацу не потрапила до списку всесвітньої культурної та природної спадщини ЮНЕСКО   через стилістичну невідповідність історичній забудові, оскільки належить до модерністської архітектури. Перебуває в підпорядкуванні Управління справами президента Росії .

## Історія

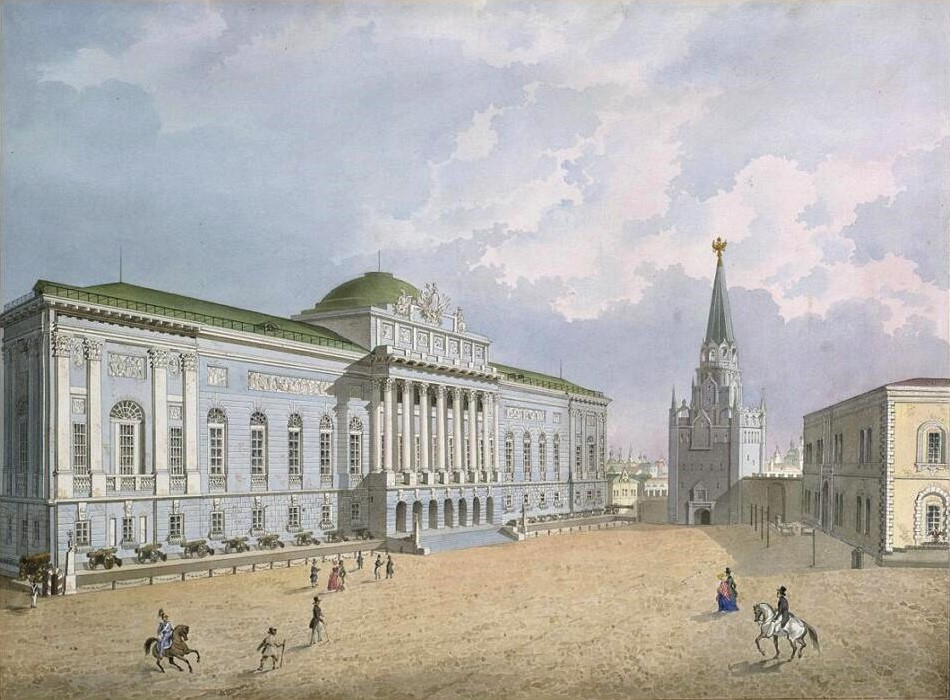
Стара будівля Збройової палати, акварель кисті Петра Герасимова, середина XIX століття

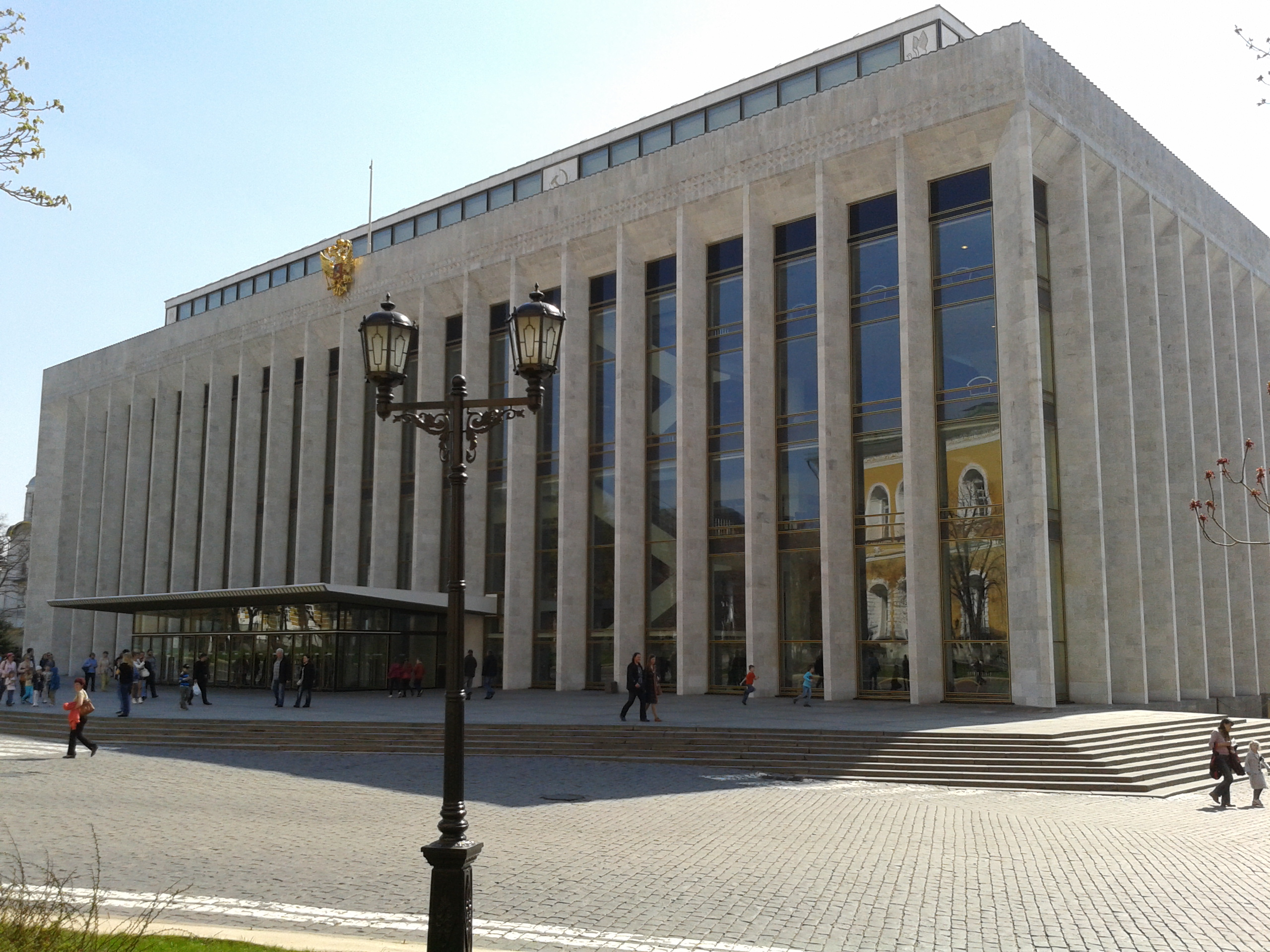
Вид на Державний Кремлівський палац, 2014 рік

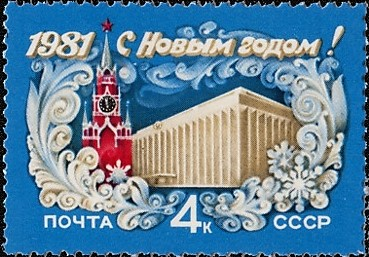
Поштова марка 1980 року із зображенням палацу

### Проєктування
Питання будівництва будівлі для розміщення органів державної влади піднімалося ще у 1920-ті роки, у 1935-1938 роках з цією метою почалося зведення Палацу Рад, проте проект було згорнуто. Наприкінці 1950-х знову виникла потреба у великому приміщенні для засідань Верховної Ради СРСР та з'їздів комуністичної партії. На думку фахівців, зведення такої важливої громадської та державної будівлі стало втіленням ідеї Палацу Рад. Першу згадку про будинок Палацу з'їздів було розкрито в 1958 р. Рішення про будівництво Палацу з'їздів прийняв особисто перший секретар партії Микита Хрущов у 1959 році, затвердивши територію Кремля як майданчик .
Загалом існувало 12 проєктів Палацу з'їздів, в результаті прийнятим став варіант головного архітектора Москви Михайла Посохіна . Під його керівництвом проєктування продовжилося колективом архітекторів та інженерів у складі Ашота Мндоянця, Євгена Стамо, Павла Штеллера, Германа Львова, Миколи Щепетильникова, Олександра Кондратьєва, Телемака Мелік-Аракеляна та С. Я. Школьнікова . У роботі були також задіяні проектні майстерні та науково-дослідні інститути  .
У початковому плані будівля була розрахована на 4000 місць. Однак під час візиту до Китаю Микита Хрущов був так вражений масштабами пекінського Палацу З'їздів, що наказав збільшити проєкт радянського палацу з'їздів до 6000 місць і додати бенкетну залу прямо над глядачем .
Проєктування здійснювалось трьома різними архітектурними групами. Створенням зали засідань займалася група Євгена Стамо, над планом фойє працювала бригада Павла Штеллера, оформленням фасадів керував Ашота Мндоянц. Після детальної розробки плану за «урядову» зону будівництва відповідав Гліб Макаревич, Зимовий сад облаштовувала К. Закар'ян. Через позапланове збільшення обсягу будівлі архітектори вирішили «заховати» цю будівлю під землю на 16 метрів. Так з'явилося кілька додаткових поверхів, де розташувалися гардероби .

### Знесення історичної забудови
Під будівництво Палацу з'їздів виділили територію на заході Кремля, яку займали класицистичні споруди XIX століття. Серед найбільш значних споруд — старий будинок Збройової палати, збудований у 1807—1810 роках Іваном Єготовим у стилі ампір. За початковим планом знесення історичних будівель непередбачалося, натомість архітектори хотіли вписати головну залу в архітектуру колишнього кухонного двору Великого Кремлівського палацу. Планувалося, що Головний фасад модерністської будівлі буде виходити на Палацову вулицю та не дисонувати з навколишнім ансамблем. Однак архітектори віддали перевагу на користь проєкту Палацу з'їздів як самостійної архітектурної споруди, яка буде виділятися на тлі історичної забудови Кремля. Задля реалізації нового задуму було розібрано стару Збройову палату і найдавніші фундаменти — раніше цьому місці стояли будівлі Царе- Борисова двору, палати цариць і царевен. При знесенні Збройової палати старовинні російські гармати, які ланцюгом стояли вздовж будівлі ( Цар-гармата вінчала цей ланцюг), перенесли до будівлі Арсеналу і поставили серед трофейних французьких гармат. З метою організації Дипломатичного корпусу було також знесено північне крило Патріаршого двору  .
Напередодні будівництва провели археологічні розкопки, що дали цінні матеріали про початкову історію Москви. Проте, позаяк часу було недостатньо розкопали лише 200 м² території майбутньої забудови, яка розташовувалась на місці дитинця доби Юрія Долгорукого. Більшість археологічної інформації було втрачено при копанні котловану .

### Будівництво
Будівля зводилася протягом 16 місяців. На думку деяких джерел, по закінченню будівництва вона перевірялася на міцність кількома незвичайними способами. 15 тисяч солдатів отримали наказ марширувати в різних частинах будівлі, але підлога захиталася, і результати цього випробування вважали не цілком задовільними. Наступною перевіркою став «танцювальний вечір» за участю трупи Великого театру та 600 пар комсомольців. Цього разу зала палацу витримала випробування і була готова до відкриття, яке відбулося 17 жовтня 1961-го року . У новій споруді провели XXII з'їзд КПРС, а для глядачів організували святкову програму. На концерті показали фрагмент балету «Лебедине озеро» та запросили артистів. Існують свідчення, що на бенкеті з нагоди завершення будівництва Михайло Посохін назвав Микиту Хрущова головним архітектором палацу, а сам будинок — «дітищем відлиги » . В 1962-му році сім проєктувальників палацу з'їздів на чолі з Посохіним були удостоєні Ленінських премій.

## Архітектура та інтер'єри

Зовнішній вигляд холу, 1964 рік

Кремлівський палац з'їздів виконано у стилі радянського модернізму, який позначив відхід від сталінської архітектури. Будівля має характерні риси притаманні цьому напрямку: стилістична цілісність та монументальність. На думку дослідників, його «об'ємно-просторова композиція, архітектурне рішення фасадів та парадних інтер'єрів тісно пов'язані між собою» . Спокійна геометрія споруди, строгість її форм та акцент на дрібних членуваннях підкреслюють важливі суспільно-політичні функції палацу  .
Палац має прямокутну форму та об'єм близько 40 тис. м³. У ньому налічується понад 800 приміщень . У Центральній частині будівлі знаходиться зала для глядачів (за радянських часів — зала засідань) на 6000 місць. Згідно з задумкою зала утворює квадрат, а її сцена, балкон та партер організують єдиний архітектурний простір. Зала декорована вертикальними дерев'яними рейками, форма і кріплення яких слугує для кращого звуковідбиття. Розміщення меблів та інтер'єрів також сприяє покращенню акустичних можливостей. Спеціальна техніка дозволяє здійснювати переклад 12 мовами. Біля основної розсташована бенкетна зала, друга за розміром, з неї відкривається краєвид на Московський Кремль. Навколо двох центральних просторів будівлі розташовані інші приміщення: фоє, підсобні, артистичні та технічні кімнати  .
Архітектурний історик Андрій Іконніков відзначає характерною рисою будівлі її відкритість внутрішнього планування та її інтер'єрів. На його думку, в поступових переходах між фоє і вестибюлями використовується принцип «побудови простору, що переливається», що символізувало спадкоємність з архітектурними експериментами радянського авангарду 1920-х  .
У зовнішньому вигляді будівлі вертикальні виступи поєднуються із дзеркальними прорізами між ними. Фасади облицьовані білим уральським мармуром і золотистим анодованим алюмінієм. У внутрішній обробці використані червоний карбахтинський граніт, коелгінський мармур, візерунковий бакинський туф та різні породи дерева. Спочатку над головним входом був розташований позолочений герб СРСР, який виготовив скульптор Олексій Зеленський, проте пізніше його прибрали на склад і замінили на герб РФ . Внутрішнім оформленням палацу займався художник Олександр Дейнека, який виконав мозаїчні емблеми у бенкетній залі та фриз у фоє. Залу засідань оздоблював профіль Леніна його зробив художник Андрій Мильников, барельєф на фасаді Дипломатичного корпусу - майстри Микола Брацун та Юрій Орєхов .

## Діяльність

### Партійні з'їзди
Метою створення будівлі було проведення суспільно-політичних заходів, насамперед з'їздів КПРС та сесій Верховної Ради . У 1961—1990 роках у його стінах проходили XXII — XXVIII з'їзди партії, зокрема засідання ВЛКСМ та ВЦРПС. З 1989 по 1991 рік у ньому проходили З'їзди народних депутатів СРСР. У 1992-му рокці Кремлівський палац з'їздів був перейменований на Державний Кремлівський палац, з того часу він перестав бути головним місцем зборів делегатів комуністичної партії. Проте, суспільно-політичні заходи у ньому продовжують проводитись. На сцені Палацу з'їздів проходили 2 інавгурації першого президента Російської Федерації Бориса Єльцина 10 липня 1991 і 9 серпня 1996  9 жовтня 1999 тут пройшов з'їзд « Партії пенсіонерів » , а 25 квітня 2008 відбувся III з'їзд партії « Справедлива Росія », на якому було присутнім понад 5000 делегатів  . 12 грудня 2019 року у палаці пройшов ювілейний з'їзд ЛДПР з нагоди її 30-ти річчя, у з'їзді взяло участь 6000 делегатів .
16 липня 1993 року у залі для глядачів відбувалася скликана Єльциним конституційна нарада з питань прийняття нової Конституції Російської Федерації.
11 січня 2001-го року у стінах палацу відкрився Цивільний форум, на якому виступив Ст. Путін .

### Значні події та концерти

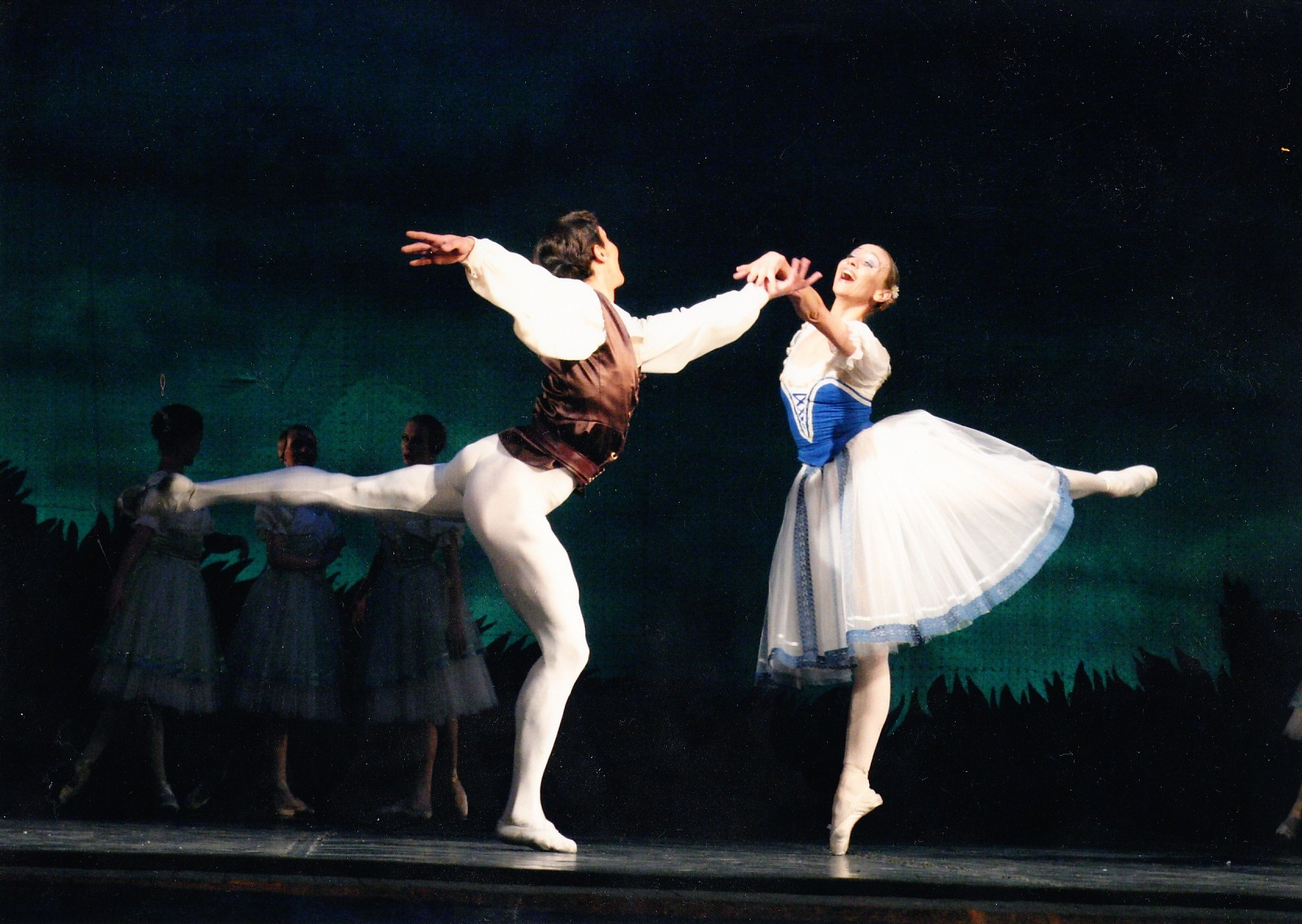
Балет « Жизель » у виконанні «Кремлівського балету», 2003 рік

Крім проведення соціально-політичних форумів, Державний Кремлівський палац використовується для концертів та театральних вистав. Ще з початку відкриття головну залу передали в експлуатацію Великому театру після чого вона функціонувала як його друга сцена. Тут проходили оперні та балетні виступи з театрального репертуару, показувалися прем'єри за участю провідних виконавців. На цій сцені виступали Державний академічний ансамбль народного танцю під керівництвом Ігоря Моїсеєва, Ансамбль пісні та танцю Російської армії імені А. В. Александрова, Державний академічний російський народний хор імені М. Є. П'ятницького та інші колективи. Серед найвидатніших гостей Палацу з'їздів - танцюристи Майя Плісецька, Наталія Безсмертнова, Маріс Лієпа, оперні співачки Галина Вишневська, Олена Образцова, Бела Руденко та інші. З радянських часів і до січня 2020 року у стінах палацу щороку проводилася головна Новорічна ялинка країни. Загалом за роки роботи у палаці пройшло понад 10-ти тисяч суспільно-політичних та культурно-просвітницьких заходів. У 2013-му році відбулася технічна модернізація зали .
У 1990-му році відкрили «Театр балету Кремлівського палацу з'їздів» під керівництвом хореографа Андрія Петрова, що у 1992-му році був перейменований на « Кремлівський балет ». Театр ставить за мету розвиток балетного мистецтва на основі сценічної постановки класичних літературних творів. На сцені "Кремлівського балету" працювали такі хореографи як Юрій Григорович, Володимир Васильєв, Вейн Іглінг, Андріс Лієпа. Керівник театру Андрій Петров поставив на сцені палацу низку класичних творів та авторських балетів. За 28 років роботи трупа провела понад 100 гастролей у різних країнах світу .

## У масовій культурі

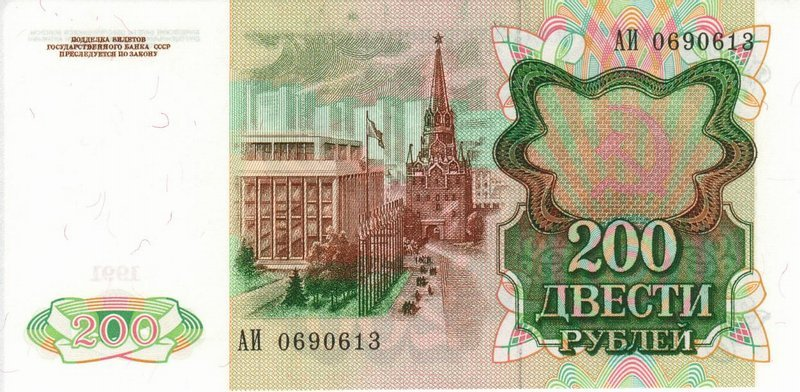
Банкнота СРСР 200 рублів 1991-го року

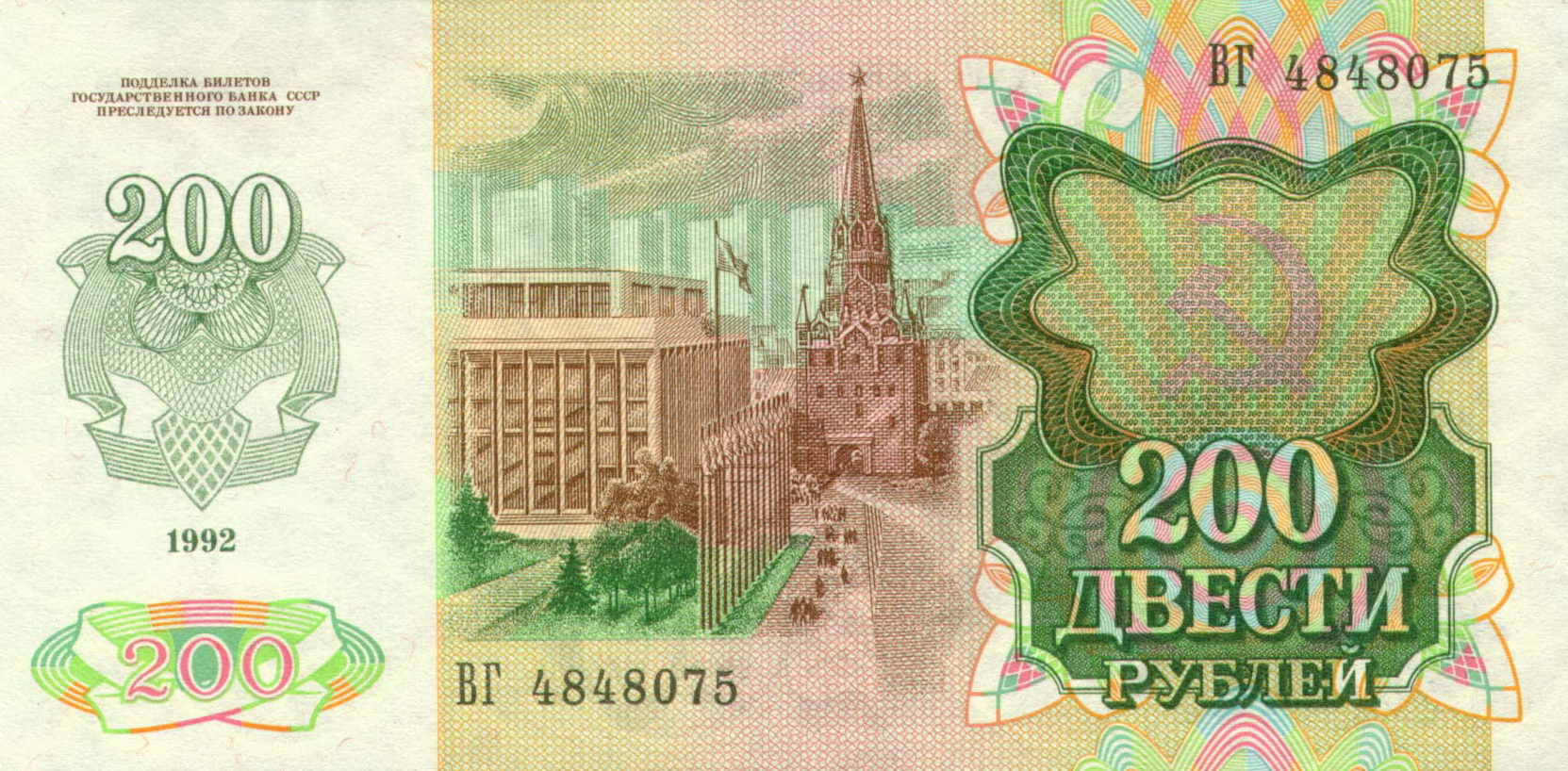
Банкнота 200 рублів СРСР 1992-го року

- Банкнота СРСР 200 рублів 1991-го рокуБанкнота 200 рублів СРСР 1992-го рокуПалац з'їздів зображено на поштовій марці СРСР 1964 року та банкнотах 200 рублів СРСР 1991-го та 1992-го року